# Odraz vlnění
Odraz vlnění či reflexe vzniká, pokud se přicházející vlnění dostane k rozhraní dvou prostředí. Na tomto rozhraní může dojít k jeho odrazu zpět do prostředí, ze kterého vlnění přichází. Tento jev nazýváme odrazem. Odraz se řídí zákonem odrazu. Zákon odrazu je platný pro všechny druhy vlnění (mechanické vlnění, elektromagnetické vlnění).

## Zákon odrazu
Zákon odrazu vlnění zní:
Úhel odrazu je roven úhlu dopadu, přičemž odražené vlnění zůstává v rovině dopadu. Odražený paprsek zůstává v rovině dopadu (v rovině dané dopadajícím paprskům a kolmicí dopadu) a svírá s kolmicí dopadu úhel odrazu, který je stejně velký jako úhel dopadu.

## Odvození

Odraz rovinného vlnění na rovinném rozhraní

Pokud zvažujeme dvě různá prostředí, jejichž rozhraní je rovinné, a na toto rozhraní dopadá rovinná vlna vlnění, tato se odráží zpět do původního prostředí. V místě dopadajícího paprsku vlnění vztyčit kolmici, tzv. kolmici dopadu (obecně jde o normálu k ploše rozhraní). Úhel mezi kolmicí dopadu a dopadajícím paprskem se nazývá úhel dopadu. Rovina, která je určena kolmicí dopadu a paprskem dopadajícího vlnění, se nazývá rovina dopadu.
Vlnění, které dopadá na rozhraní pod úhlem dopadu, dojde nejprve do bodu A a postupně do dalších bodů až po bod C. Tyto body se podle Huygensova principu stávají zdroji elementárních vlnění, které se šíří zpět do prostředí 1. Dochází tak k odrazu vlnění. Čelo dopadající vlny představuje úsečka AB, čelo odražené vlny představuje úsečka CD. Ze shodnosti trojúhelníků ABD a DCA vyplývá:
{\displaystyle \alpha =\alpha ^{\prime }}
Úhel {\displaystyle \alpha ^{\prime }} se nazývá úhel odrazu . Paprsek odraženého vlnění leží v rovině dopadu vlnění.
Uvedený vztah představuje matematickou formulaci zákona odrazu.
Zákon odrazu platí nejen pro rovinné vlnění, ale obecně pro libovolné vlnění dopadající na rozhraní libovolného tvaru.

Princip koutového odrážeče

## Důsledky
V přírodě se můžeme setkat s odrazem světla na hladkých površích (např. na vodní hladině).
Existence odrazu umožňuje v optice konstrukci zrcadel a různých optických přístrojů.